# Batalion Kolumbijski
Batalion Kolumbijski (hiszp. Batallón Colombia) – oddział wojskowy armii kolumbijskiej służący rotacyjnie podczas wojny koreańskiej (1950–53).

## Historia
Wojna koreańska wybuchła 25 czerwca 1950. W letniej kampanii armia Korei Północnej zyskała przewagę nas siłami Korei Południowej. Stany Zjednoczone Ameryki przeforsowały na forum ONZ wysłanie do Korei Południowej oddziałów wojskowych nazwanych „oddziałami ONZ” (aczkolwiek ONZ nie sprawował nad nimi dowództwa). Amerykanie oczekiwali, że w ich składzie znajdą się jednostki wojskowe w sile pułku z kilku krajów Ameryki Łacińskiej np. Meksyku, Brazylii i Argentyny. Okazało się jednak, że w Korei Południowej pojawił się jedynie wzmocniony batalion piechoty wystawiony przez Kolumbię. Liczył ok. 1100 żołnierzy. Jego dowódcą był ppłk Jaime Polania Puyo.
Kolumbijczycy przybyli do Pusanu w połowie czerwca 1951. Po 6-tygodniowym przeszkoleniu wojskowym rozpoczęli działania bojowe z przydziałem do amerykańskiej 24 Dywizji Piechoty. Pod koniec stycznia 1952 podporządkowano ich amerykańskiej 7 Dywizji Piechoty. Na pocz. lipca tego roku pierwszy batalion został zastąpiony przez drugi, którym dowodził ppłk Alberto Ruiz Novoa. W listopadzie tego roku drugi batalion został zastąpiony trzecim, zaś w czerwcu 1953 przybył do Korei czwarty batalion, zastępując trzeci. Kolumbijczycy wyróżnili się szczególnie podczas ciężkich walk z Chińczykami na wzgórzu „Old Baldy” w marcu 1953. Musieli jednak wycofać się z powodu przygniatającej przewagi całej dywizji chińskiej. Czwarty Batalion Kolumbijski powrócił do Kolumbii w czerwcu 1954. Łączne straty Kolumbijczyków wyniosły 146 zabitych, 448 rannych i 69 zaginionych.